# Patrick Barul
Patrick Barul (ur. 2 października 1977 w Orleanie) – francuski piłkarz występujący na pozycji obrońcy.

## Kariera
Barul zawodową karierę rozpoczynał w pierwszoligowym AS Cannes. W Ligue 1 zadebiutował 19 października 1996 w zremisowanym 1:1 pojedynku z SC Bastią. W 1998 roku spadł z klubem do Ligue 2. W Cannes spędził jeszcze rok. Łącznie wystąpił tam w 56 ligowych meczach.
W 1999 roku podpisał kontrakt z pierwszoligowym RC Lens. Pierwszy ligowy mecz zaliczył tam 14 sierpnia 1999 roku przeciwko FC Nantes (1:0). W 2002 roku wywalczył z zespołem wicemistrzostwo Francji. W tym samym roku został wypożyczony do beniaminka ekstraklasy - OGC Nice. Po raz pierwszy wystąpił tam 3 sierpnia 2002 w przegranym 1:2 spotkaniu z Le Havre AC. W 2003 roku powrócił do Lens. W 2005 roku wygrał z klubem rozgrywki Pucharu Intertoto. W Lens rozegrał w sumie 103 spotkania.
W 2007 roku podpisał kontrakt z innym pierwszoligowcem - OGC Nice, którego barwy reprezentował już w latach 2002-2003. Spędził tam dwa sezony, a w czerwcu 2009 odszedł z klubu, po wygaśnięciu kontraktu z nim. W grudniu 2009 roku na zasadzie wolnego transferu przeszedł do belgijskiego RFC Tournai, grającego w drugiej lidze.
| Sezon   | Klub        | Kraj    | Rozgrywki     | Mecze | Bramki |
| ------- | ----------- | ------- | ------------- | ----- | ------ |
| 1996/97 | AS Cannes   | Francja | Ligue 1       | 7     | 0      |
| 1997/98 | AS Cannes   | Francja | Ligue 1       | 27    | 0      |
| 1998/99 | AS Cannes   | Francja | Ligue 2       | 22    | 0      |
| 1999/00 | RC Lens     | Francja | Ligue 1       | 9     | 0      |
| 2000/01 | RC Lens     | Francja | Ligue 1       | 8     | 0      |
| 2001/02 | RC Lens     | Francja | Ligue 1       | 0     | 0      |
| 2002/03 | OGC Nice    | Francja | Ligue 1       | 15    | 0      |
| 2003/04 | RC Lens     | Francja | Ligue 1       | 19    | 0      |
| 2004/05 | RC Lens     | Francja | Ligue 1       | 29    | 0      |
| 2005/06 | RC Lens     | Francja | Ligue 1       | 22    | 0      |
| 2006/07 | RC Lens     | Francja | Ligue 1       | 13    | 0      |
| 2007/08 | OGC Nice    | Francja | Ligue 1       | 8     | 0      |
| 2008/09 | OGC Nice    | Francja | Ligue 1       | 0     | 0      |
| 2009/10 | RFC Tournai | Belgia  | Tweede klasse | ?     | ?      |
| 2010/11 | RFC Tournai | Belgia  | Tweede klasse | ?     | ?      |